# Wilhelm Beyer (Politiker, 1885)

Wilhelm Beyer

Wilhelm Beyer (* 22. März 1885 in Hohenmölsen; † 11. April 1945 in Schermcke) war ein deutscher Politiker und Funktionär der NSDAP.

## Leben
Beyer wuchs in Hohenmölsen auf und besuchte dort die Volksschule, danach war er in verschiedenen Industriebetrieben als Lehrling tätig. 1902 trat er in das 7. Thüringische Infanterieregiment Nr. 96 in Naumburg ein. Als Militäranwärter ging er zur Königlichen Polizei in Kiel. 1919 wechselte er als Postassistent in den Postdienst. Zunächst wurde er Postsekretär und nach abgelegter Verwaltungsprüfung zum Oberpostsekretär befördert. Am 1. Oktober 1931 schied er wegen Krankheit aus dem Postdienst aus.
Der NSDAP trat Beyer zum 15. Februar 1926 bei (Mitgliedsnummer 30.646). Ab 1926 war er Schatzmeister der NSDAP-Bezirksleitung Essen. Ab dem 1. August 1928 übte er die gleiche Funktion in der Gauleitung Essen aus. Am 29. November 1930 erhielt er Mandat als Stadtverordneter in Essen.
Nach der nationalsozialistischen „Machtergreifung“ erhielt er im November 1933 im Wahlkreis 23 (Düsseldorf West) ein Mandat im Reichstag, dem er bis 1945 angehörte. In der SA wurde Beyer am 30. Januar 1937 zum Standartenführer und am 9. November 1942 zum Oberführer in der SA-Gruppe Niederrhein befördert. Zuletzt war er Gauhauptamtsleiter und Hauptbereichsleiter der NSDAP. Beyer starb auf einer Dienstreise nach Hamburg bei Kampfhandlungen in der Endphase des Zweiten Weltkrieges.